# Mission: Impossible (série de televisão)
Mission: Impossible (pt/br: Missão: Impossível) é uma série de televisão dos Estados Unidos da América que relata as missões de uma agência governamental secreta conhecida como "Impossible Missions Force".
Foi para o ar, originalmente, de 1966 até 1973 pela rede CBS. Durante a maior parte da série, Peter Graves representou o líder desta agência, Jim Phelps, sendo o único ator do elenco original a participar do relançamento da série nos anos 1980, Mission: Impossible (série de 1988), desta vez, exibida pela rede ABC. Na primeira temporada, a equipe foi chefiada por Dan Briggs, interpretado pelo ator Steven Hill. Hill era judeu ortodoxo e não gravava no período compreendido entre as noites de sexta e todo o dia de sábado. Isso fez com que ele fosse substituído por Graves, aumentando ainda mais a ação no seriado, já que Graves, por ter um biotipo galã-heroico, participava da ação de uma maneira que Briggs não fazia.
A série estreou no Brasil em 1967 na TV Excelsior, com o trabalho de dublagem realizado pela já extinta Arte Industrial Cinematográfica (AIC), e posteriormente pela TV CineSom e finalmente a Álamo.
E no Brasil, nos anos 70, por alguns anos, a série foi exibida no horário das 20h00, pela Rede Bandeirantes.
Em 1968, a série foi exibida em Portugal pela RTP e fez imediato sucesso, mas a exibição começou com a 2ª temporada, pois a 1ª não foi muito bem sucedida. O sucesso foi imediato e Portugal ficou rendido à série, de tal maneira que o país parava para ver a série.[carece de fontes?]

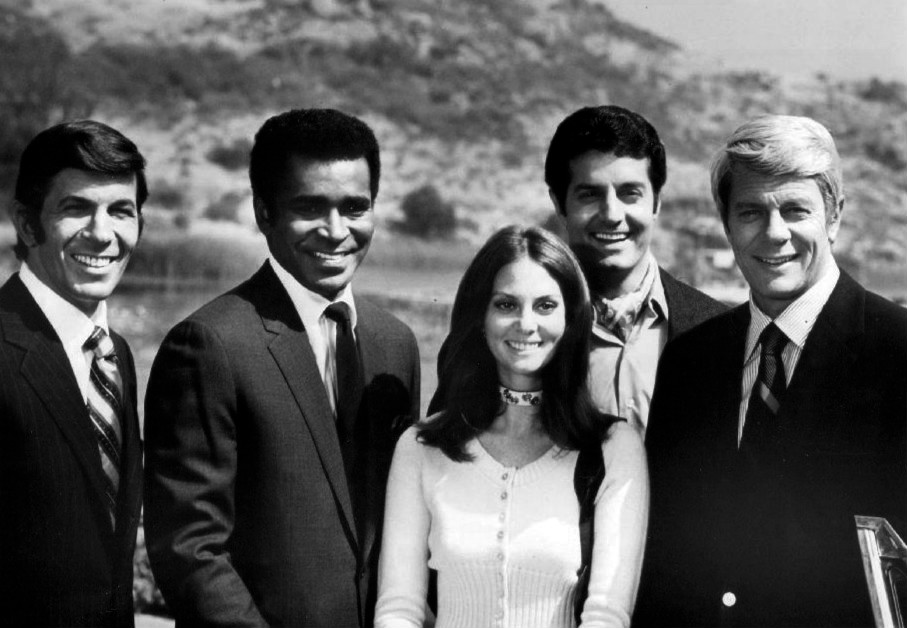
Elenco da série em 1970

As temporadas da série vêm sendo lançadas em DVD no Brasil, sem periodicidade regular.  Apenas a 1ª temporada saiu com a dublagem original; as demais vieram sem áudio em português e sem extras, apenas legendadas. A dublagem, segundo fontes oficiais, é dada como perdida, já que a distribuidora da série (Brascontinental) faliu no início dos anos 1980, e todas as matrizes foram devolvidas para os Estados Unidos, onde foram destruídas. Mas segundo fontes não-oficiais, a dublagem da segunda temporada está completa, com exceção de um episódio; e a dublagem da terceira temporada só não pôde ser encontrada em dois episódios. Devido a tais boatos, ao ser questionada pelos fãs através de inúmeros e-mails, a Paramount divulgou uma nova nota, comunicando que a decisão de não lançar os boxes com dublagem era porque o trabalho existente estava mal-conservado. Mas vídeos divulgados no Youtube por colecionadores mostram que existem trechos com dublagem razoável de praticamente todas as temporadas. A temporada 4 teria sido dublada pela TV CineSom e as temporadas 5, 6, e 7 teriam sido dubladas pela Álamo, após a falência da AIC. Tais dublagens já não existem mais oficialmente.[carece de fontes?]